# McDonnell Douglas MD-94X
Il McDonnell Douglas MD-94X fu la designazione di un aereo di linea a motore propfan sviluppato dall'azienda aeronautica statunitense McDonnell Douglas a cavallo degli anni novanta ma che non superò la fase preliminare, rimanendo un progetto senza che ne fosse mai realizzato un prototipo.

## Storia del progetto
Annunciato nel gennaio 1986, l'aereo avrebbe dovuto ospitare da 160 a 180 passeggeri, probabilmente usando una configurazione a doppio corridoio. Un design completamente nuovo, che era stato studiato internamente almeno dal 1984, l'MD-94X venne sviluppato a metà degli anni ottanta per competere con il Boeing 7J7, aeromobile simile. Tuttavia, il prezzo del petrolio avrebbe dovuto essere di almeno 1,40 USD al gallone affinché McDonnell Douglas potesse costruire l'aereo.
La configurazione doveva essere simile a quella dell'MD-80, ma erano allo studio tecnologie avanzate come i naselli a canard, il controllo dello strato limite e del regime turbolento, il controllo del volo con side-stick (tramite fibra ottica) e la costruzione in lega di alluminio-litio. L'interesse delle compagnie aeree per la nuovissima tecnologia propfan era debole, nonostante le richieste di riduzione del consumo di carburante fino al 60% ed i progetti di entrambi gli aeromobili vennero cancellati.
Allo stesso tempo, erano in fase di sviluppo due varianti propfan dell'MD-80. L'"MD-91X" avrebbe trasportato 100-110 passeggeri ed sarebbe entrato in servizio nel 1991, mentre l'"MD-92X" avrebbe dovuto ospitare 150 persone ed entrare in servizio nel 1992. Anche i DC-9 e gli MD-80 esistenti sarebbero stati idonei per un upgrade ai nuovi motori propfan.